# Abraham Gulich
Abraham Gulich (Abrahami Gulichii, Abraham of Abrahamus Gulichius) (Heusden, 1642 - 1679) was een Nederlands hoogleraar in de filosofie en theologie.
Gulich was werkzaam als hoogleraar aan het Gymnasium Hammonense in Hamm en in Nederland aan de Universiteit van Franeker, de Kwartierlijke Academie van Nijmegen en de Universiteit Leiden. Hij behoorde tot de Coccejanen.

## Werken en literatuur
- De cognitione Dei; 1676
- De initiatione philosophi; 1675
- Hermeneutica Sacra: Auctior Et Emendatior; Amsterdam 1675 (1726 Emanuel Nikolaus Haller)
- Abrahami Gulichii ... Theologiae propheticae pars altera, ...; Amsterdam, 1684

- Biografisch Portaal: 50145153
- Digitale Bibliotheek voor de Nederlandse Letteren: guli004
- Gemeinsame Normdatei: 102511276
- International Standard Name Identifier: 0000 0004 4457 4946
- Library of Congress Control Number: no2007097259
- Nederlandse Thesaurus van Auteursnamen: 070069972
- Virtual International Authority File: 44695080
- WorldCat: E39PBJdmgr7K86YwWrY4MhVpyd